# 이즈모급 장갑순양함
이즈모형 장갑순양함(出雲型装甲巡洋艦)은 1890년대 후반에 일본 제국 해군에서 제작된 장갑순양함 급에 해당하는 함선이다. 일본은 이러한 장갑순양함을 자체 제작하기에는 여전히 산업 기반이 미약했기 때문에, 이 배들은 영국에서 주문 제작되었다. 이 함선들은 66함대확장계획의 일부로 1894년에서 1895년에 걸친 청일 전쟁 직후에 시작되었다. 네 척의 자매함들 중 3척이 러일 전쟁의 주요 전투에 투입되었으며, 여순항 해전, 울산 해전, 쓰시마 해전에 참전했다. 하지만 제1차 세계 대전에서는 큰 역할을 하지는 못했다.

## 개요
이즈모형은 일본 제국 해군이 1896년 66함대정비계획을 세우면서, 장갑순양함 6척의 제1기 확장 계획, 제2기 계획에 의해 러일 전쟁 전에 영국에 발주된 함선급이다. 이즈모형은 이전에 건조된 ‘아사마급 장갑순양함’의 개량형으로 필립 와츠 조선 회사의 손에 의해 설계되었다. 외관상의 변화는 함수에 있던 45cm 수중 어뢰발사관 1문을 줄이고, 함수를 정형했다. 기관은 구식 원형 캔 12개, 굴뚝이 2개였던 것을, 프랑스가 개발한 베르베르 식 24개로 변경함으로써 3개의 굴뚝이 되었다. 최고 출력은 다소 줄어들었지만, 기관 무게를 약 300톤 정도 경량화하여 속력은 유지할 수 있었다. 건조된 2척은 모두 암스트롱 사 엘스윅 조선소에서 건조되었다.

## 설계
선체 형상은 전형적인 평갑판형 선체이며, 능파성을 좋게하기 위해 높은 건현을 가지고 있고, 함수에는 여전히 충각이 붙어 있었다.
주포는 새롭게 설계한 ‘20.3cm 45구경포’를 타원형 원통 모양의 연장 포탑에 올리고, 1번 주포탑, 사령탑을 넣은 조타함교, 단각의 전장, 일정한 간격으로 늘어선 3개의 굴뚝 양쪽에 소형 통풍통이 5개씩 총 10개가 서 있다. 그 뒤에 함재정을 두는 창고, 보트 크레인의 바닥을 겸하는 단각의 후장, 2번 주포탑의 순서였다. 15cm 40구경 단장포는 아사마급 장갑순양함과 마찬가지로 편현에 7개씩 총 14기가 배치되어 있었다.
그 밖에 대 수뢰정 무기로 함수와 함미의 상갑판에 8cm 40구경 단장속사포가 12개, 47mm 포 단장 8기가 있고, 함수부의 수상 어뢰발사관이 없어졌기 때문에 함수 모양은 개선되었다.

## 무장
이즈모형의 주포는 암스트롱 사가 새로 설계한 ‘20.3cm 45구경포’이다. 이것을 타원형 원통 모양의 연장 포탑에 올렸다. 이 포탑은 좌우 150도 선회할 수 있고, 앙각 30도, 부각 5도로 움직일 수 있었다. 무게 113kg 포탄을 분당 2발의 간격으로 발사할 수 있고, 사정거리는 앙각 30도에서 18,000m를 날아갔다.
부포는 ‘1895년형 15.2 cm 40구경포’를 채용했고, 이 포는 분당 5발을 발사할 수 있지만, 숙련된 병사라면 7발이 가능했다. 45.4kg의 포탄을 부앙각도 앙각 20도, 부각 5도에서 앙각 20도에서 9,140m의 사정거리를 가지고 있었다.
그 밖에 빗커스 사의 ‘1894년형 8cm 40구경포’를 단장포가에 12기, 47mm 단장포를 8기, 45.7cm 어뢰발사관을 단장에서 현측부 수중에 4개를 장착했다.
취역 후 1924년에 8cm속사포 4기와 47mm단장포 4기와 45cm 어뢰발사관 2문을 줄이고, 대공 화기로 ‘삼년식 8cm 40구경 단장고각포’를 1기 탑재했다. 1930년대 초에 기관을 환장할 때 15.2cm 속사포 6문, 8cm 속사포 4문, 47mm 단장포 4문, 45cm 어뢰발사관 2문이 철거되었다. 이후 ‘이와테’도 삼년식 8cm 단장고각포 2기를 탑재하게 된다.

## 기관
보일러는 베르베르식 석탄 전소, 수관 보일러 24기, 강직형 삼단 팽창식 4기통 왕복기관 2기로 2축 추진으로 출력 14,500마력에 20.8노트 속도를 낼 수 있는 아사마형에 비해 기관 출력은 작았다. 항속 거리는 석탄 1,402톤을 탑재한 상태에서 10노트 속도로 7,000해리를 항해할 수 있었다.
이후 ‘이와테’는 1931년에, ‘이즈모’는 1935년에 노후된 보일러를 야로식 중유, 석탄 혼소 수관 보일러 6개로 환장했다. 이에 따라 속력은 16노트로 떨어졌지만, 신뢰성 상승했다.

## 방호
이즈모형의 방어는 동시대의 영국 전함과 같았고, 아사마형과 마찬가지로 수선부에 89mm에서 178mm라는 전례없는 두꺼운 장갑이 입혀졌다. 같은 시기 영국 해군의 크레시급 장갑순양함이 주포는 23.4 cm, 캐논포에서도 수선부는 152mm인 것에 비해 이즈모형은 중방어였다.
이 외에도, 장갑 재질을 니켈 강판에서 높은 대탄 능력을 가진 크루프식 침탄강판으로 채용한 것으로, 현측 장갑 벨트의 길이를 줄이고, 갑판 장갑의 두께가 늘인 것이 주요 개정점이었다.